# Asaperda wadai
Asaperda wadai är en skalbaggsart som beskrevs av Makihara 1980. Asaperda wadai ingår i släktet Asaperda och familjen långhorningar. Inga underarter finns listade.